# Северовирджинская армия при Спотсильвейни
Северовирджинская армия генерала Ли в ходе битвы в Глуши потеряла 11 000 человек и к началу сражения при Спотсильвейни насчитывала 54 000 человек. 6 мая подошло подкрепление — бригада Роберта Джонсона, численностью 1350 человек. В итоге численность армии Ли определяется от «более 50 000» до 63 000 человек.
Одновременно Ли столкнулся с проблемой нехватки кадров. Юэлл выглядел переутомлённым, Хилл был болен (и 8 мая не сможет командовать корпусом), Лонгстрит — ранен 6 июня. Убиты бригадные командиры Мика Дженкинс и Лерой Стаффорд, тяжело ранены Пеграм и Беннинг. Из надёжных генералов высокого ранга в строю остался только Джеб Стюарт. Ли передал корпус Лонгстрита генералу Ричарду Андерсону, корпус Хилла — генералу Джубалу Эрли, а дивизия Эрли досталась Джону Гордону.

## Северовирджинская армия
Командующий: Роберт Ли
Штаб:
- Главный инженер: Мартин Смит
- Шеф артиллерии: Уильям Пендлтон
- Генерал-адъютант: Вальтер Тейлор
- Адъютант: Чарльз Маршалл
- Адъютант: Чарльз Венейбл[англ.]

### I Корпус
Под командованием генерал-лейтенанта Ричарда Андерсона
Дивизия Джозефа Кершоу:
- бригада полковника Джона Хэнагана:
  - 2-й Южнокаролинский пехотный полк
  - 3-й Южнокаролинский пехотный полк
  - 7-й Южнокаролинский пехотный полк
  - 8-й Южнокаролинский пехотный полк
  - 15-й Южнокаролинский пехотный полк
  - 3-й Южнокаролинский пехотный батальон
- бригада Бенжамина Хемфриза[англ.]:
  - 13-й Миссисипский пехотный полк
  - 17-й Миссисипский пехотный полк
  - 18-й Миссисипский пехотный полк
  - 21-й Миссисипский пехотный полк
- бригада Уильяма Уоффорда
  - 16-й Джорджианский пехотный полк
  - 18-й Джорджианский пехотный полк
  - 24-й Джорджианский пехотный полк
  - Легион Кобба
  - Легион Филлипса
  - 3-й Джорджианский снайперский батальон
- бригада Гуди Бриана
  - 10-й Джорджианский пехотный полк
  - 50-й Джорджианский пехотный полк
  - 51-й Джорджианский пехотный полк
  - 53-й Джорджианский пехотный полк

Дивизия Чарльза Филда
- бригада полковника Джона Браттона[5]
  - 1-й Южнокаролинский добровольческий
  - 2-й Южнокаролинский винтовочный
  - 5-й Южнокаролинский пехотный полк
  - 6-й Южнокаролинский пехотный полк
  - Снайпера Пальметто
- бригада Джона Грегга (Техасская бригада)
  - 3-й Арканзасский пехотный полк
  - 1-й Техасский пехотный полк
  - 4-й Техасский пехотный полк
  - 5-й Техасский пехотный полк
- бригада Уильяма Перри
  - 4-й Алабамский пехотный полк
  - 15-й Алабамский пехотный полк
  - 44-й Алабамский пехотный полк
  - 47-й Алабамский пехотный полк
  - 48-й Алабамский пехотный полк
- бригада Джорджа Андерсона
  - 7-й Джорджианский пехотный полк
  - 8-й Джорджианский пехотный полк
  - 9-й Джорджианский пехотный полк
  - 11-й Джорджианский пехотный полк
  - 59-й Джорджианский пехотный полк
- бригада Беннинга. Под ком. полковника Дадли Ду Босе[англ.].
  - 2-й Джорджианский пехотный полк
  - 15-й Джорджианский пехотный полк
  - 17-й Джорджианский пехотный полк
  - 20-й Джорджианский пехотный полк

Артиллерийский дивизион Эдварда Александра
- Батальон Фрэнка Хьюджера
  - Батарея Фиклинга
  - Батарея Муди
  - Батарея Паркера
  - Батарея Смита
  - Батарея Тейлора
  - Батарея Уоффолка
- Батальон Джона Хаскелла
  - Батарея Флэннера
  - Батарея Гордена
  - Батарея Лэмкина
  - Батарея Рэмсей
- Батальон Генри Кейбела
  - Батарея Кэллэуэя
  - Батарея Карлтона
  - Батарея Маккарти
  - Батарея Мэнли

### II Корпус
командир — генерал-лейтенант Ричард Юэлл
Дивизия Эрли (ком. Джон Гордон)
- бригада Джона Хоффмана
  - 13-й Вирджинский пехотный полк
  - 31-й Вирджинский пехотный полк
  - 49-й Вирджинский пехотный полк
  - 52-й Вирджинский пехотный полк
  - 58-й Вирджинский пехотный полк
- бригада Роберта Джонстона
  - 5-й Северокаролинский пехотный полк, полк. Томас Гарретт
  - 12-й Северокаролинский пехотный полк
  - 20-й Северокаролинский пехотный полк, полк. Томас Тун
  - 23-й Северокаролинский пехотный полк
- бригада Гордона (под ком. полковника Клемента Эванса)
  - 13-й Джорджианский пехотный полк
  - 26-й Джорджианский пехотный полк
  - 31-й Джорджианский пехотный полк, полк. Клемент Эванс
  - 38-й Джорджианский пехотный полк
  - 60-й Джорджианский пехотный полк
  - 61-й Джорджианский пехотный полк

Дивизия Эдварда Джонсона:
- бригада Гарри Хайса (объединённая с бригадой Стаффорда)[''i'' 1]
  - Бригада Хайса:
    - 5-й Луизианский пехотный полк
    - 6-й Луизианский пехотный полк, полк. Уильям Манаган
    - 7-й Луизианский пехотный полк
    - 8-й Луизианский пехотный полк
    - 9-й Луизианский пехотный полк

  - Бригада Стаффорда
    - 1-й Луизианский пехотный полк
    - 2-й Луизианский пехотный полк, полк. Джессе Уильямс
    - 10-й Луизианский пехотный полк
    - 14-й Луизианский пехотный полк
    - 15-й Луизианский пехотный полк
- бригада Джорджа Стюарта
  - 1-й Северокаролинский пехотный полк
  - 3-й Северокаролинский пехотный полк
  - 10-й Вирджинский пехотный полк
  - 23-й Вирджинский пехотный полк
  - 37-й Вирджинский пехотный полк, полк. Титус Уильямс
- бригада Уильяма Уитчера (бывшая Джонса)
  - 21-й Вирджинский пехотный полк
  - 25-й Вирджинский пехотный полк, полк. ДжонХиггинботам
  - 42-й Вирджинский пехотный полк
  - 44-й Вирджинский пехотный полк
  - 48-й Вирджинский пехотный полк, полк. Роберт Данган
  - 50-й Вирджинский пехотный полк
- Бригада каменной стены
  - 2-й Вирджинский пехотный полк
  - 4-й Вирджинский пехотный полк
  - 5-й Вирджинский пехотный полк, полк. Джон Фанк
  - 27-й Вирджинский пехотный полк
  - 33-й Вирджинский пехотный полк

Дивизия Роберта Родса
- бригада Джуниуса Дэниела
  - 32-й Северокаролинский пехотный полк
  - 45-й Северокаролинский пехотный полк
  - 53-й Северокаролинский пехотный полк, подп. Джеймс Мурхед
  - 2-й Северокаролинский пехотный батальон
- бригада Стефана Рамсера
  - 2-й Северокаролинский пехотный полк
  - 4-й Северокаролинский пехотный полк, полк. Брайан Граймс
  - 14-й Северокаролинский пехотный полк
  - 30-й Северокаролинский пехотный полк
- бригада Каллена Баттла
  - 3-й Алабамский пехотный полк
  - 5-й Алабамский пехотный полк
  - 6-й Алабамский пехотный полк
  - 12-й Алабамский пехотный полк
  - 61-й Алабамский пехотный полк
- бригада Джорджа Долса
  - 4-й Джорджианский пехотный полк
  - 12-й Джорджианский пехотный полк
  - 2-й Джорджианский пехотный полк, (рота Е)
  - 44-й Джорджианский пехотный полк

### III Корпус
под командованием генерал-майора Джубал Эрли (который замещал выбывшего по болезни Хилла)
Дивизия Уильяма Махоуна:
- бригада Эбнера Перрина
  - 8-й Алабамский пехотный полк
  - 9-й Алабамский пехотный полк
  - 10-й Алабамский пехотный полк
  - 11-й Алабамский пехотный полк, полк. Джон Сандерс
  - 14-й Алабамский пехотный полк
- бригада Дэвида Вейсегера
  - 6-й Вирджинский пехотный полк
  - 12-й Вирджинский пехотный полк
  - 16-й Вирджинский пехотный полк
  - 41-й Вирджинский пехотный полк
  - 61-й Вирджинский пехотный полк
- бригада Натаниеля Харриса
  - 12-й Миссисипский пехотный полк
  - 16-й Миссисипский пехотный полк
  - 19-й Миссисипский пехотный полк
  - 48-й Миссисипский пехотный полк
- бригада Эдварда Перри (под ком. Дэвида Лэнга)
  - 2-й Флоридский пехотный полк
  - 5-й Флоридский пехотный полк
  - 8-й Флоридский пехотный полк
- бригада Эмброуза Райта
  - 3-й Джорджианский пехотный полк
  - 22-й Джорджианский пехотный полк
  - 48-й Джорджианский пехотный полк
  - 2-й Джорджианский батальон
  - 10-й Джорджианский батальон

Дивизия Генри Хета:
- бригада Джозефа Дэвиса
  - 1-й конфедеративный батальон
  - 2-й Миссисипский пехотный полк
  - 11-й Миссисипский пехотный полк
  - 26-й Миссисипский пехотный полк
  - 42-й Миссисипский пехотный полк
  - 55-й Северокаролинский пехотный полк
- бригада Джона Кука
  - 15-й Северокаролинский пехотный полк
  - 27-й Северокаролинский пехотный полк
  - 46-й Северокаролинский пехотный полк
  - 48-й Северокаролинский пехотный полк
- бригада Генри Уокера (объединённые бригады Арчера и Уокера)
  - Бригада Арчера:
    - 1-й Теннесийский пехотный полк (Временной армии)
    - 7-й Теннесийский пехотный полк
    - 14-й Теннесийский пехотный полк

  - Бригада Уокера:
    - 40-й Вирджинский пехотный полк
    - 47-й Вирджинский пехотный полк, полк. Роберт Майо
    - 55-й Вирджинский пехотный полк
    - 22-й Вирджинский батальон
- бригада Уильяма Киркланда
  - 11-й Северокаролинский пехотный полк
  - 26-й Северокаролинский пехотный полк
  - 44-й Северокаролинский пехотный полк
  - 47-й Северокаролинский пехотный полк
  - 52-й Северокаролинский пехотный полк

Дивизия Кадмуса Уилкокса:
- бригада Джеймса Лэйна
  - 7-й Северокаролинский пехотный полк
  - 18-й Северокаролинский пехотный полк
  - 28-й Северокаролинский пехотный полк
  - 33-й Северокаролинский пехотный полк
  - 37-й Северокаролинский пехотный полк
- бригада Самуэля Макгоуэна
  - 1-й Южнокаролинский пехотный полк (временной армии)
  - 1-й Южнокаролинский винтовочный
  - 12-й Южнокаролинский пехотный полк
  - 13-й Южнокаролинский пехотный полк, полк. Бенжамин Брокман
  - 14-й Южнокаролинский пехотный полк, полк. Джозеф Браун
- бригада Альфреда Скейлса
  - 13-й Северокаролинский пехотный полк
  - 16-й Северокаролинский пехотный полк
  - 22-й Северокаролинский пехотный полк
  - 34-й Северокаролинский пехотный полк, полк. Уильям Лоуренс
  - 38-й Северокаролинский пехотный полк
- бригада Эдварда Томаса
  - 14-й Джорджианский пехотный полк
  - 35-й Джорджианский пехотный полк
  - 45-й Джорджианский пехотный полк
  - 49-й Джорджианский пехотный полк

Артиллерийский дивизион Рейбена Уокера
- Батальон Уильяма Поуга
  - Батарея Ричардса
  - Батарея Атербека
  - Батарея Уильямса
  - Батарея Уиатта
- Батальон Уильяма Пеграма
  - Батарея Брендера
  - Батарея Кейсе
  - Батарея Эллетта
  - Батарея Мэри
  - Батарея Зиммермана
- Батальон Дэвида Макинтоша
- Батальон Аллена Каттся
- Батальон Ричардсона

### Кавалерийский корпус
Под командованием генерал-майора «Джеба» Стюарта
Дивизия Уэйда Хэмптона
- Бригада Янга (ком. полк. Гилберт Райт
  - Легион Кобба
  - Легион Филлипса
  - Легион Джеффа Дэвиса
- Бригада Томаса Россера
  - 7-й Вирджинский кавалерийский полк
  - 11-й Вирджинский кавалерийский полк
  - 12-й Вирджинский кавалерийский полк
  - 35-й Вирджинский кавалерийский полк

Дивизия Фицхью Ли
- Бригада Лансфорда Ломакса
  - 1-й Мерилендский кавалерийский полк
  - 5-й Вирджинский кавалерийский полк
  - 6-й Вирджинский кавалерийский полк
  - 15-й Вирджинский кавалерийский полк
- Бригада Уильяма Уикхема
  - 1-й Вирджинский кавалерийский полк
  - 2-й Вирджинский кавалерийский полк
  - 3-й Вирджинский кавалерийский полк
  - 4-й Вирджинский кавалерийский полк

Дивизия Уильяма Генри Ли
- Бригада Джона Чемблисса
  - 9-й Вирджинский кавалерийский полк
  - 10-й Вирджинский кавалерийский полк
  - 13-й Вирджинский кавалерийский полк
- Бригада полковника Клинтона Эндрюза
  - 1-й Северокаролинский кавалерийский полк
  - 2-й Северокаролинский кавалерийский полк
  - 5-й Северокаролинский кавалерийский полк